# 별별 며느리
《별별 며느리》는 2017년 6월 5일부터 2017년 11월 14일까지 방송했던 MBC 일일 특별 기획 드라마로 MBC 일일 특별 기획 드라마는 해당 프로그램을 마지막으로 폐지됐다.

## 프로그램 소개
앙숙 자매가 원수 집안의 며느리가 되며 벌어지는 이야기와 복수와 응징을 그린 드라마

## 방송 시간
| 방송 채널 | 방송 기간                          | 방송 시간                                      | 방송 분량 |
| --------- | ---------------------------------- | ---------------------------------------------- | --------- |
| MBC TV    | 2017년 6월 5일 ~ 2017년 7월 28일   | 매주 평일 오후 8시 55분 ~ 오후 9시 30분        | 35분      |
| MBC TV    | 2017년 7월 31일 ~ 2017년 11월 14일 | 매주 월요일 ~ 화요일 오후 8시 55분 ~ 오후 10시 | 1시간 5분 |

## 등장 인물

### 주요 인물
- 함은정: 황은별 역(아역: 조예린) - 호식과 명자의 차녀이자 금별의 이란성 쌍둥이 동생, 한주 의아내 ,하늘의 엄마, 수찬,영애 의 큰며느리, 큰손주 며느리,순영 의 큰질부,민호의 처제 이자 새봄의 이모
- 강경준: 최한주 역 - 태권도 사범, 은별의 남편 , 하늘의 아빠, 수찬과 영애의 장남 ,해순의 큰손자 ,순영의 큰조카, 민호의 손아래 동서이자 라이벌, 금별의 제부 ,호식과 명자의 둘째 사위,새봄 의 이모부
- 이주연: 황금별 역(아역: 엄채영) - 호식과 명자의 장녀, 은별의 이란성 쌍둥이 언니이자 라이벌, 민호의 아내이자 한주의 처형, 지호의 올케언니이자 상구와 소희의 며느리, 새봄의 엄마이자 ,하늘의 이모.
- 차도진: 박민호 역 - 전 태권도 선수, 회사본부장, 금별의 남편이자 호식과 명자의 첫째 사위, 한주의 손윗동서이자 라이벌, 은별의 형부, 상구와 소희의 아들이자 지호의 오빠, 동주의 손윗처남, 새봄의 아빠이자 하늘의 이모부.

### 앙숙 자매 친정
- 남명렬: 황호식 역 - 명자의 남편이자 앙숙자매인 은별과 금별의 아버지, 한주와 민호의 장인이자 하늘과 새봄의 외할아버지.
- 김청: 나명자 역 - 호식의 아내이자 앙숙자매인 은별과 금별의 어머니, 한주와 민호의 장모이자 하늘과 새봄의 외할머니, 소희의 학교동창.

### 은별 시댁
- 김영옥: 강해순 역 - 한주와 동주의 친할머니이자 수찬과 순영의 어머니, 영애의 시어머니이자 은별과 지호의 시할머니, 하늘의 친증조할머니.
- 조경숙: 신영애 역 - 수찬의 아내이자 한주와 동주의 어머니, 해순의 며느리이자 순영의 올케언니, 은별과 지호의 시어머니이자 하늘의 친할머니.
- 김병춘: 최수찬 역 - 영애의 남편이자 한주 와 동주 의 아버지 , 해순의 아들 , 순영의 오빠, 은별과 지호의 시아버지이자 하늘의 친할아버지
- 박희진: 최순영 역 - 미용실 원장 해순의 딸이자 수찬의 동생 한주 와 동주의 고모 ,은별과 지호의 시고모님,하늘의 친 고모할머니 ,장수의 아내
- 이창엽: 최동주 역 - 변호사 지호의 남편 이자 수찬과 영애의 차남, 은별의 시동생, 해순의 작은 손자 ,순영의 작은 조카 ,상구와 소희의 사위 ,민호의 메제, 하늘의 삼촌 이자 새봄의 고모부

### 금별 시댁
- 최정우 : 박상구 역- 나인패션 회장 소희 의 남편이자 민호와 지호의 아버지, 금별의 시아버지 ,동주의 장인어른, 새봄의 친할아버지
- 문희경 : 윤소희 역 - 상구의 아내이자 민호와 지호의 어머니 ,금별의 시어머니 동주의 장모, 새봄의 친할머니

- 남상지 : 박지호 역 - 동주의 아내 이자 상구와 소희의 딸 ,민호의 여동생 ,금별의 시누이 ,새봄의 고모 ,수찬과 영애의 작은며느리 , 해순의 작은손주 며느리, 순영의 작은 질부 ,한주의 제수씨 , 은별의 손아랫 동서, 하늘의 작은엄마

### 그 외 인물들
- 장성원: 장대풍 역
- 오주은: 오미자 역
- 손슬기: 양수민 역
- 김재현: 김태기 역
- 손건우: 윤건우 역
- 김인호: 오승찬 역
- 양대혁: 장현수 역
- 정아랑: 김미정 역
- 최현서: 백민주 역
- 안보현: 서준영 / 제임스 서 역
- 김영필: 한장수 역
- 김정수: 김박사 역
- 차영옥
- 최효상
- 최윤준
- 오진하
- 이채경: 출판사 사장 역
- 오승찬
- 최나무
- 신재도
- 최승훈
- 김가을
- 김유린
- 강민서
- 전서준
- 정시현
- 김인철
- 조수혁
- 문권호
- 문보성
- 서태일
- 송민형
- 홍혜령
- 성현미
- 석보배
- 유용범
- 김미준
- 김라경
- 이중렬
- 김수은
- 김수홍
- 노희중
- 이린
- 이동혁
- 김도신
- 이재순
- 안희주
- 권영경
- 전여진
- 홍승범: 홍성우 역
- 국정숙
- 홍혜령
- 김다희
- 전준우
- 신동력: 주차요원 역
- 강문경
- 오정원
- 김희윤
- 김서정
- 기연호
- 황윤걸
- 노강민
- 박서진
- 진태건
- 오정석
- 임성표
- 유필란
- 김현
- 여운복
- 장대웅
- 정병호
- 최민금
- 한동환
- 윤희원
- 손영순
- 이연경: 윤희 역
- 금광산
- 이규섭
- 서정욱
- 신희철
- 정자영
- 정희나
- 문기영
- 김여경
- 김사훈
- 정영섭
- 오난주
- 권혜진
- 안명주
- 함진성: 경찰 역

## 결방
- 2017년 10월 23일 ~ 2017년 10월 24일 : MBC 파업으로 인해 결방

## OST
- 별별 며느리 OST Part 1: 혜미 - Love Holiday
- 별별 며느리 OST Part 2: 신주현 - 그대와 함께
- 별별 며느리 OST Part 3: 원셋 - 기분 좋은날
- 별별 며느리 OST Part 4: 온리유, 루바토브: 어떤 날에는
- 별별 며느리 OST Part 5: 훈스 - 서투른 고백
- 별별 며느리 OST Part 6: 미유 - 너를 잃다
- 별별 며느리 OST Part 7: 이츠 - everyday
- 별별 며느리 OST Part 8: 모닝커피 - 그대와 함께 있는 일

## 수상
- 2017년 MBC 연기대상 연속극 부문 남자 우수 연기상 - 강경준

## 참고 사항
- 당초 일일 특별 기획 드라마로 방송했다가 2017년 7월 31일부터 월화 드라마로 회당 1시간 5분으로 확대 편성했다.
- MBC 일일 특별 기획 드라마는 해당 프로그램을 마지막으로 폐지됐다.